# 더 스테이지
《더 스테이지》(The Stage)는 영국의 주간신문이자 연예계, 특히 무대 쪽을 다루고 있는 웹사이트이다. 1880년에 창간되었다. 《스테이지》에는 뉴스, 평론, 의견과 주로 극장이나 공연 관련 종사업을 안내하는 모집공고가 있다. 매주 1만 명 가량은 인쇄판을 구독하고 있을 뿐만 아니라, 매달 30만 명 이상이 공식 홈페이지 (thestage.co.uk)를 찾고 있다.

## 역사
《스테이지》의 초회판은 ('스테이지 디렉토리 - 런던 및 지방별 극장신문 (The Stage Directory – a London and Provincial Theatrical Advertiser)'이라는 제호를 내걸고) 가격 3펜스, 분량 12쪽으로 1880년 2월 1일에 발행되었다. 그와 동시에 이름은 《스테이지》로 줄어들었고 발행면수는 1번으로 다시 시작했다. 신문 발행은 창간 편집장 찰스 라이어널 카슨 (당시 33세)와 영업 지배인 모리스 코머퍼드 (26세)의 합작투자였으며, 로열 극장과는 정반대의 사무소인 드러리 레인 극장에서 영업했다.
《스테이지》는 유통과정에서 여러 가지 다른 연극 제목 (《시대》 등)으로 활발해있던 시장에 진출했다. 경쟁사들보다 저가로 판매하는 과정에서 카슨과 코머퍼드는 신문가격을 1페니로 대폭 낮추었고 얼마 지나지 않아서 그 분야에 남아있는 단 하나의 제호가 되었다. 《스테이지》는 일가족 소유로 남아있는 상태다. 총지배인과 편집장의 공동직을 맡고 있던 찰스 카슨의 아들 찰스 라이어널이 1937년에 사망함에 따라 지배권은 코머퍼드 가로 넘어갔다. 현 총지배인인 휴 코머포드는 창간인 모리스의 증손자이다.
1959년 《스테이지》는 방송 뉴스와 프로그램에 전념해서 다룬 별쇄 증보판을 포함시키면서 《스테이지 앤드 텔레비전 투데이》 (The Stage and Television Today)로 다시 새롭게 선보였다. 신문사의 TV부 주편집장인 데릭 허디넛이 이 새로운 증보판의 편집장이 되었다. 이 제호와 증보판은 1995년에 방송을 다룬 부분이 주 신문에 다시 포함될 때까지 계속해서 남아 있었다. 마스트헤드의 제호는 《스테이지》로 되돌아갔지만 2006년 스테이지는 텔레비전과 관련된 것에 집중한 〈TV 투데이〉라는 이름의 블로그를 도입했다.
1995년부터 《스테이지》는 에든버러 프린지 페스티벌에서 스테이지 어워즈 포 액팅 엑셀런스 상을 수여하고 있다. 1997년부터는 극장가에서 가장 영향력 있는 인물 100인을 수록한 연간 목록인 '스테이지 100 (The Stage 100)'이 출범했다. 2004년에는 《스테이지》의 96세 기고자인 사이먼 블루먼펠드가 기네스 북에 의해서 세계에서 가장 나이가 많은 주간지 칼럼니스트로 인정받았다. 사이먼의 기고는 2005년 그가 사망하기 직전까지 계속되었다.
2010년에는 스테이지 어워즈 (Stage Awards)가 출범했다. 연간 수여되는 이 상은 연극과 여러 분야에서 활동하는 뛰어난 단체들을 인정하고 있다. 수상 분야는 런던 내 연극, 지역별 연극, 제작자, 학교, 실험극, 극장, 유명세를 얻지 못한 영웅, 국제별 등이다. 2013년 8월, 《스테이지》는 독특한 비디오 오디션 행사가 있는 저렴한 온라인 캐스팅 서비스인 '스테이지 캐스팅스' (The Stage Castings)를 시작했다.

## 편집장
- 1880–1901 찰스 카슨 (Charles Carson)
- 1901–1904 모리스 코머퍼포드 (Maurice Comerford)
- 1904–1937 라이어널 카슨 (Lionel Carson)
- 1937–1943 버나드드 웰러 (Bernard Weller)
- 1943–1952 S.R. 리틀우드 (S.R. Littlewood)
- 1952–1972 에릭 존스 (Eric Johns)
- 1972–1992 피터 헤플 (Peter Hepple)
- 1992–1994 제러미 제후 (Jeremy Jehu)
- 1994–2014 브라이언 애투드 (Brian Attwood)
- 2014-현재 앨리스터 스미스 (Alistair Smith, 인쇄판) 및 패디 스미스 (Paddy Smith, 온라인판)